# Charles Fichardt
Charles Gustav Fichardt (* 20. März 1870 in Bloemfontein, Orange Free State; † 30. Mai 1923 in Kapstadt, Südafrikanische Union) war ein südafrikanischer Cricketspieler und Politiker. Zwischen 1892 und 1896 spielte er für die südafrikanische Nationalmannschaft und nahm an zwei Tests teil. In der Folge wurde er Bürgermeister von Bloemfontein und war ab 1910 Parlamentsabgeordneter im südafrikanischen Parlament.

## Kindheit und Ausbildung
Fichardt wuchs als Sohn von Gustav Fichardt, einem Geschäftsmann, der 1853 aus Deutschland eingewandert war, und Caroline Beck in Bloemfontein auf und besuchte dort das Grey College. Der Bruder des Vaters, Carl Eberhard Fichardt (1816–1889), hatte ein erfolgreiches Geschäft begründet, das Charles Fichardts Vater im Folgenden übernahm und expandierte. Dem Onkel, dem Rentier Carl Eberhard Fichardt, wurde 1871 vom Deutschen Kaiser und König von Preußen namens des Deutschen Reichs das Exequatur als Generalkonsul des Oranje-Freistaats für das Deutsche Reich, mit der Residenz in Berlin, erteilt. Auch 1887 war er noch Generalkonsul des Oranje-Freistaats in Berlin.
Der Vater, Gustav Fichardt, hatte es zu einem bedeutenden Vermögen gebracht und war eine weithin angesehene Persönlichkeit. So war er auch Präsident des örtlichen Deutschen Vereins und pflegte abendliche Gesellschaften bei deutschem Gesang und deutschem Bier.
Auch Charles’ beide Brüder spielten Cricket. Mit 17 Jahren ging er nach Schottland, um dort am Blairs College in Aberdeen Betriebslehre und Administration zu studieren. Auch durchlief er in der Zeit Trainings in Hamburg und Düsseldorf, bevor er für zwei Jahre in London bei W. Dunn & Co. arbeitete.

## Aktive Karriere als Cricketspieler
Als England in der Saison 1891/92 nach Südafrika kam, wurde Fichardt in die Nationalmannschaft für den einzigen Test der Tour berufen. Er spielte in der Folge für Orange Free State. Beim nächsten Besuch Englands in Südafrika war er erneut Teil des Nationalteams und kam zu einem weiteten Einsatz im Test-Team. Jedoch konnte er auch dort nicht herausragen und es sollte so sein letzter Test sein. Sein letztes First-Class-Spiel absolvierte er in der Saison 1906/07.

## Politik und Krieg
Nicht an der Geschäftsübernahme vom Vater interessiert gründete Fichardt ein neues Unternehmen in Bloemfontein. Dadurch hatte er gute Verbindungen in der Stadt und wurde im August 1894 erstmals in den Stadtrat von Bloemfontein gewählt. Im März 1895 wurde er Präsident der neu gegründeten Orange Free State Rugby Union, hatte diese Position nach Uneinigkeiten jedoch nur für fünf Monate inne. Er stieg bald zum Vize-Bürgermeister auf und engagierte sich als solcher vor allem für die Sportinfrastruktur in der Stadt. Als 1898 der amtierende Bürgermeister S. J. P. Sowden verstarb, wurde Fichardt als dessen Nachfolger gewählt. Als solcher hatte er vor allem mit den hohen Schulden der Stadt zu kämpfen. Im August 1899 brach der zweite Burenkrieg aus und Fichardt nahm an der Seite der Buren an diesem Krieg teil. Er war Teil der Truppen unter Piet Cronjé die bei der Schlacht von Paardeberg im Februar 1900 unterlagen, konnte jedoch vor der Gefangennahme zunächst fliehen. Einen Monat später wurde er gefangen genommen und inhaftiert. Kurz darauf endete der Krieg und er wurde wieder entlassen.
Daraufhin widmete er sich zunächst der Familie, bis er im Januar 1906 abermals in den Stadtrat gewählt wurde. Er verlor diesen Posten allerdings wieder im November 1907, als ein Steuerzahler-Protest für eine vorzeitige Auflösung des Stadtrates sorgte. Daraufhin engagierte er sich in der anti-britischen Politik. Er schloss sich der South African Party unter Louis Botha an und wurde für diese bei der Parlamentswahl 1910 ins Parlament gewählt. Er verließ die regierende SAP im Januar 1914, nachdem Barry Hertzog aufgrund von pro-burischen Tendenzen aus dem Kabinett entlassen worden war, und schloss sich dessen Nasionale Party an. Dort diente er als Schattenminister für Bergbau und Land. Im Rahmen des Ersten Weltkrieges wurde er aufgrund seiner anti-britischen Positionen immer mehr an den gesellschaftlichen Rand gedrückt. Daraufhin zog er mit seiner Familie auf eine neue Farm, jedoch hatte er nach dem Krieg als Teil der NP-Opposition weiterhin großen Einfluss auf die Ausrichtung der nationalen Politik.
Er verstarb nach einer Operation im Mai 1923 im Alter von 53 Jahren.